# Kreis Plön
Kreis Plön är ett distrikt (Landkreis) i nordöstra delen av det tyska förbundslandet Schleswig-Holstein.

## Administrativ indelning
I förvaltningsrättslig mening finns i modern tid ingen skillnad mellan begreppet Stadt (stad) gentemot Gemeinde (kommun). 

### Amtsfria städer och kommuner
| - Ascheberg (Holstein) - Bönebüttel | - Bösdorf - Plön (stad) | - Preetz (stad) | - Schwentinental (stad) |

### Amt i Kreis Plön
- Amt Bokhorst-Wankendorf
- Amt Großer Plöner See
- Amt Lütjenburg
- Amt Preetz-Land
- Amt Probstei
- Amt Schrevenborn
- Amt Selent/Schlesen